# Quartier Sainte-Marguerite
Das Quartier Sainte-Marguerite ist das 44. der 80 Quartiers (Stadtviertel) von Paris im 11. Arrondissement.

Die Stadtviertel im 11. Arrondissement

## Lage
Der Verwaltungsbezirk im 11. Arrondissement von Paris wird von folgenden Straßen begrenzt:
- Südwesten: Rue de Charonne
- Nordosten: Boulevard de Charonne
- Süden: Avenue du Trône über den Place de la Nation entlang der Rue du Faubourg Saint-Antoine bis zur Rue de Charonne

## Namensursprung
Das Stadtviertel ist nach der Église Sainte-Marguerite in der Rue Saint-Bernard benannt.

## Sehenswürdigkeiten
In dem Viertel gibt es mehrere Grünanlagen:
- Square Louis Majorelle
- Square Raoul Nordling
- Jardin Pierre Joseph Redoute
- Jardin Émile Gallé
- Square des Jardiniers
- Square de la Place de la Nation